# Джованні Барбіні
Джованні Барбіні (італ. Giovanni Barbini, 25 червня 1901 року, Мурано — 26 вересня 1998 року, Розіньяно-Мариттімо) — італійський морський офіцер часів Другої світової війни. Нагороджений медаллю «За військову доблесть» за Бій у протоці Отранто.

## Біографія
Після отримання диплому капітана судна у 1922 році вступив до складу Королівських військово-морських сил Італії як офіцер резерву.
Залишався на службі до початку Другої світової війни, яку розпочав у званні лейтенанта на есмінці «Анджело Бассіні».
Пізніше був призначений командиром есмінця «Нікола Фабріці».

### Бій у протоці Отранто
у ніч з 11 на 12 листопада 1940 року італійський конвой з 4 транспортів у супроводі есмінця «Нікола Фабріці» під командуванням лейтенанта Джованні Барбіні та допоміжного крейсера «Ramb III» під командуванням капітана 2-го рангу Франческо де Анджеліса (італ. Francesco De Angelis) рухався з Албанії до берегів Італії. В протоці Отранто конвой був атакований британською ескадрою (легкі крейсери «Орайон», «Сідней» і «Аякс», есмінці «Нубіан» і «Моугок») під командуванням адмірала Прідгам-Вайпелля.
Побачивши явну перевагу британців, Франческо де Анджеліс вирішив утікати, покинувши конвой. Барбіні ж контратакував ворога, викликаючи на себе його вогонь, сподіваючись, що транспорти зможуть врятуватись. «Нікола Фабріці» отримав численні пошкодження, італійський конвой був потоплений.
Барбіні, важко поранений, не покинув командний місток, допоки корабель не прибув до свого порту ..

### Подальша біографія
У період Італійської соціальної республіки Джованні Барбіні був призначений мером Венеції, і перебував на цій посаді до квітня 1945 року.
У лютому 1955 року перейшов у резерв флоту. З липня 1956 року командував морською школою «Фондаціоне Джорджо Чіні» (італ. Fondazione Giorgio Cini). У 1961 році йому було присвоєне звання капітана 1-го рангу.
У 2006 році на його честь була названа вулиця в Кальярі.

## Нагороди
- Кавалер Ордену Корони Італії
- Золота медаль «За військову доблесть»